# Arxipèlag de Tambelan
L'Arxipèlag de Tambelan és un grup de 68 illes situades a la costa oest de Borneo, Indonèsia, al nord de l'equador. L'arxipèlag es troba a l'obertura nord de l'estret de Karimata que separa Borneo de l'illa Belitung. Geogràficament forma part de l'arxipèlag de Tudjuh i forma administrativament un districte de la regència de Bintan, a la província de les illes Riau. Té una superfície de 90,4 km² i el 2010 tenia 4.975 habitants.
Les principals illes són Big Tambelan (Tambelan Besar), Mendarik, Uwi, Benua i Pejantan. Les illes es divideixen en vuit pobles administratius (kelurahan): Batu Lepuk, Kampung Hilir, Kampung Melayu, Kukup, Pengikik, Pulau Mentebung, Pulau Pinang i Teluk Sekuni.